# Wild Cards
Wild Cards é uma série de histórias de Ficção Científica formando um universo compartilhado de super-heróis, e super-vilões, mutantes, editadas por George R. R. Martin e Melinda M. Snodgrass, composta de contos, antologias, novelas mosaico e novelas solos compostas por mais de quarenta autores referenciados como Wild Card Trust.
As histórias se passam, na sua maior parte, em uma Terra de história alternativa, nos Estados Unidos após a Segunda Guerra Mundial, contando a história de humanos que contraíram o virús "Wild Card", que reescreve o DNA e transforma os sobreviventes em mutantes. Os que adquirem condições debilitantes ou repulsivas são chamados de Jokers (Coringas), enquanto aqueles que adquirem características super-humanas são chamados de "Aces" (Ases). Os que adquirem características insignificantes são chamados de "Deuces".

## Livros lançados no Brasil
- Wild Cards: O Começo de Tudo[1]
- Wild Cards: Ases nas Alturas (livro 2)[2]
- Wild Cards: Apostas Mortais (livro 3)
- Wild Cards. Ases Pelo Mundo (livro 4)
- Wild Cards: Jogo Sujo (livro 5)
- Wild Cards: Ás na Manga (livro 6)
- Wild Cards: A Mão do Homem Morto (livro 7)
- Wild Cards. Luta de Valetes (livro 8)
- Wild Cards. Guerra aos Curingas (livro 9)
- O Reciclador. Uma História de Wild Cards

1. ↑  R.R. Martin, George (2013). Wild Cards. [S.l.]: Leya
2. ↑  R.R. Martin, George (2013). «Wild Cards 2. Ases nas Alturas». Leya